# Ravine du Pont
La ravine du Pont est une ravine française de l'île de La Réunion, département d'outre-mer dans le sud-ouest de l'océan Indien. Intermittent, le cours d'eau auquel elle sert de lit coule du nord-nord-est vers le sud-sud-ouest avant de se jeter dans l'océan Indien. Ce faisant, elle traverse la commune de Petite-Île.